# Friedel Stern
Pour les articles homonymes, voir Stern.
Friedel Stern (Leipzig, 1917 - Tel Aviv, 29 octobre 2006) est une dessinatrice et illustratrice israélienne d'origine allemande.

## Biographie
Friedel Stern est née à Leipzig, en Allemagne, en 1917. Elle est l'aîné d'une famille de quatre enfants, juive mais pas sioniste. Cependant, lorsque l'antisémitisme a commencé à s'implanter en Allemagne, elle a arrêté ses études d'art et, encouragée par sa mère, a rejoint le mouvement des scouts juifs. Elle a immigré en Palestine avec ce groupe en 1936 au kibboutz Kfar Maccabi. Elle a cependant déménagé  peu après à Haïfa. Elle a travaillé comme cuisinière et femme de ménage et a suivi des cours du soir en dessin avec le professeur Hoenich. À la fin des années 30, elle a étudié l'art et le design à l'école des beaux-arts Bezalel à Jérusalem.
Pendant la Seconde Guerre mondiale, elle a rejoint les volontaires du Corps des femmes auxiliaires de l'armée britannique en tant qu'infirmière. Au début des années 40, elle a été envoyée à l'école des officiers de Gaza et a rejoint l'armée de libération en Italie, où elle a été affectée à l'unité de camouflage. Pendant la guerre, elle a dessiné et illustré des scènes décrivant la vie quotidienne des soldats britanniques. En 1944, elle a présenté ses croquis à l'exposition « Artistes des forces alliées » en Égypte. Pour son service militaire, Friedel a reçu une citation du roi de Grande-Bretagne.
Après sa démobilisation, Friedel Stern est retournée en Palestine et a commencé à travailler comme dessinatrice de cartes au Survey of Palestine (devenu en 1948 le Survey of Israel (en)). L'une de ses innovations a été d'illustrer les cartes de la Palestine. Une telle collection de cartes a été publiée en 1953 sous le titre Israel in 14 Pictorial Maps (Israël en 14 cartes illustrées). En 1946, Friedel a commencé à publier des caricatures dans l'hebdomadaire Bamahane (en). C'est alors qu'elle a conçu sa signature, composée de son prénom Friedel et d'une étoile, symbolisant son nom de famille en allemand « Stern ». Cette signature visait à la distinguer de Yossi Stern, qui était le directeur artistique du journal. Grâce au succès de cette publication, Friedel a commencé à publier régulièrement des caricatures dans les journaux Davar, Dvar Ha'Shavua et La'isha.
Dans les années 1950, Friedel Stern a commencé à publier des articles journalistiques où elle examinait de manière critique la société israélienne. Pour certains de ces articles, elle s'est déguisée en divers types ethniques. En 1956, par exemple, elle s'est déguisée en immigrante marocaine et a été traitée avec du DDT. Pour d'autres articles, elle a travaillé comme conducteur de bus, et comme immigrante élève dans un oulpan, etc.. Ses articles étaient toujours illustrés de dessins. En 1958, elle a publié In Short: Israel, un livre sur les expériences d'un touriste en Israël.
Parallèlement à son travail journalistique, Friedel Stern a travaillé comme graphiste. Dans les années 1950 et 1960, elle a conçu des affiches pour le service philatélique et la poste israélienne. En 1960, elle a créé la série « Air Mail Landscape 2 », une série de 10 timbres de la poste israélienne (la troisième série de timbres par avion) sur les villes et les sites d'Israël, devenant ainsi la deuxième créatrice israélienne de timbres après Miriam Karoly). Parmi ses autres œuvres figurent des cartes de félicitations pour le jour de l'indépendance (publiées par Keren Ha'Yessod en 1958), une affiche pour l'Institut national d'assurance (dans les années 1950), un album de collection Pays et nations en images (au début des années 1960) et un affiche pour un concours de harpe (dans les années 1960). Son style était basé sur une ligne géométrique minimaliste, adaptée à ces années.
Pendant des années, Friedel Stern a été la seule femme caricaturiste en Israël ; contrairement à ses collègues elle traitait rarement de sujets politiques ou militaires. Elle se consacrait spécifiquement à des sujets de la vie quotidienne, exposant les aspects grotesques ou absurdes de la société israélienne. Du point de vue artistique, son œuvre est caractérisée par une ligne géométrique et une utilisation assez réduite de la couleur.
De 1962 à 1992, Friedel Stern a enseigné au département de dessin de l'Académie Bezalel. Pendant de nombreuses années, elle a fait du bénévolat dans l'Organisation des invalides de Tsahal et à Beit Ha'Lohem (un centre pour les vétérans). Pour cette activité, elle a reçu le Prix présidentiel du Volontariat en 1999. En 2004, elle a reçu le Dosh Cartoon Award.
Friedel ne s'est jamais mariée. Elle est morte à Tel Aviv en 2006, peu avant son 90e anniversaire, et a été enterrée au kibboutz Einat.

## Prix et reconnaissance
La bibliothèque de Friedel a été donnée à la bibliothèque Beit Ariela de Tel Aviv. Ses archives artistiques ont été données en 2010 au Musée israélien de la bande dessinée à Holon. Depuis 2012, le Musée organise chaque année un concours de dessins nommé en sa mémoire « Concours de dessins humoristiques Friedel Stern ».

## Galerie

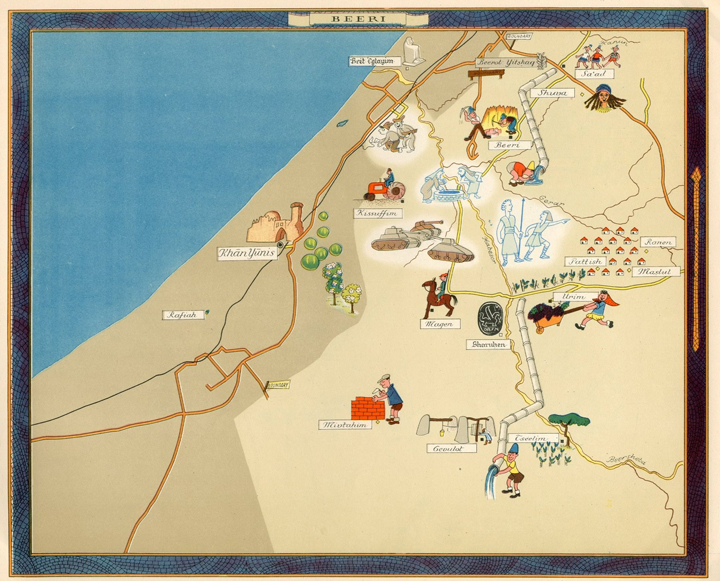
« Beeri », extrait d'Israel in 14 Pictorial Maps, Kerem Hayessod, 1953.
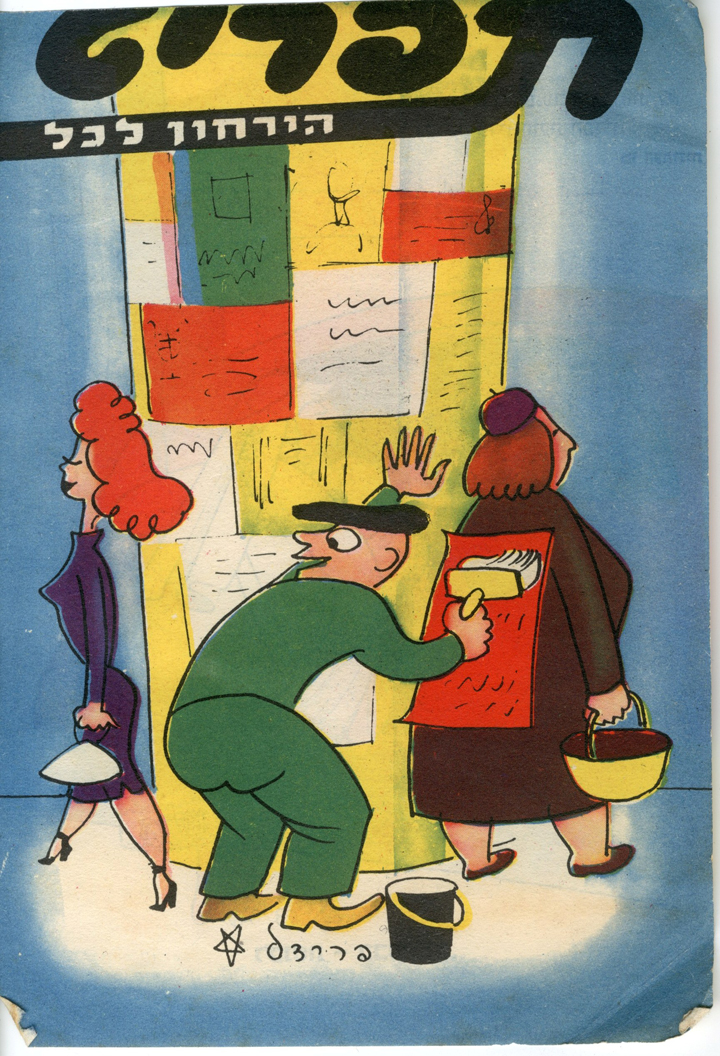
Couverture du magazine Tafrit, 1950.
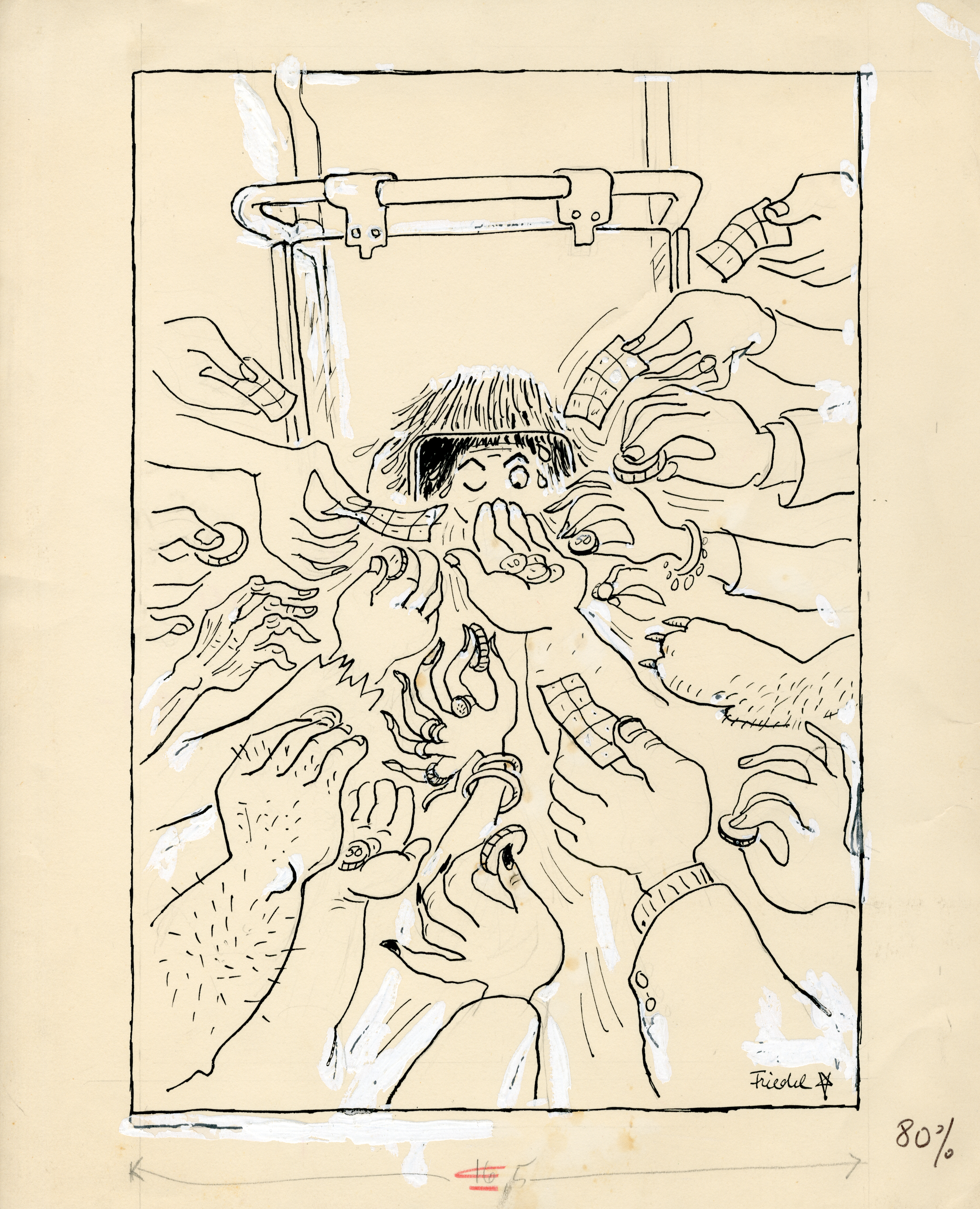
« J'étais conducteur de bus », 1956.
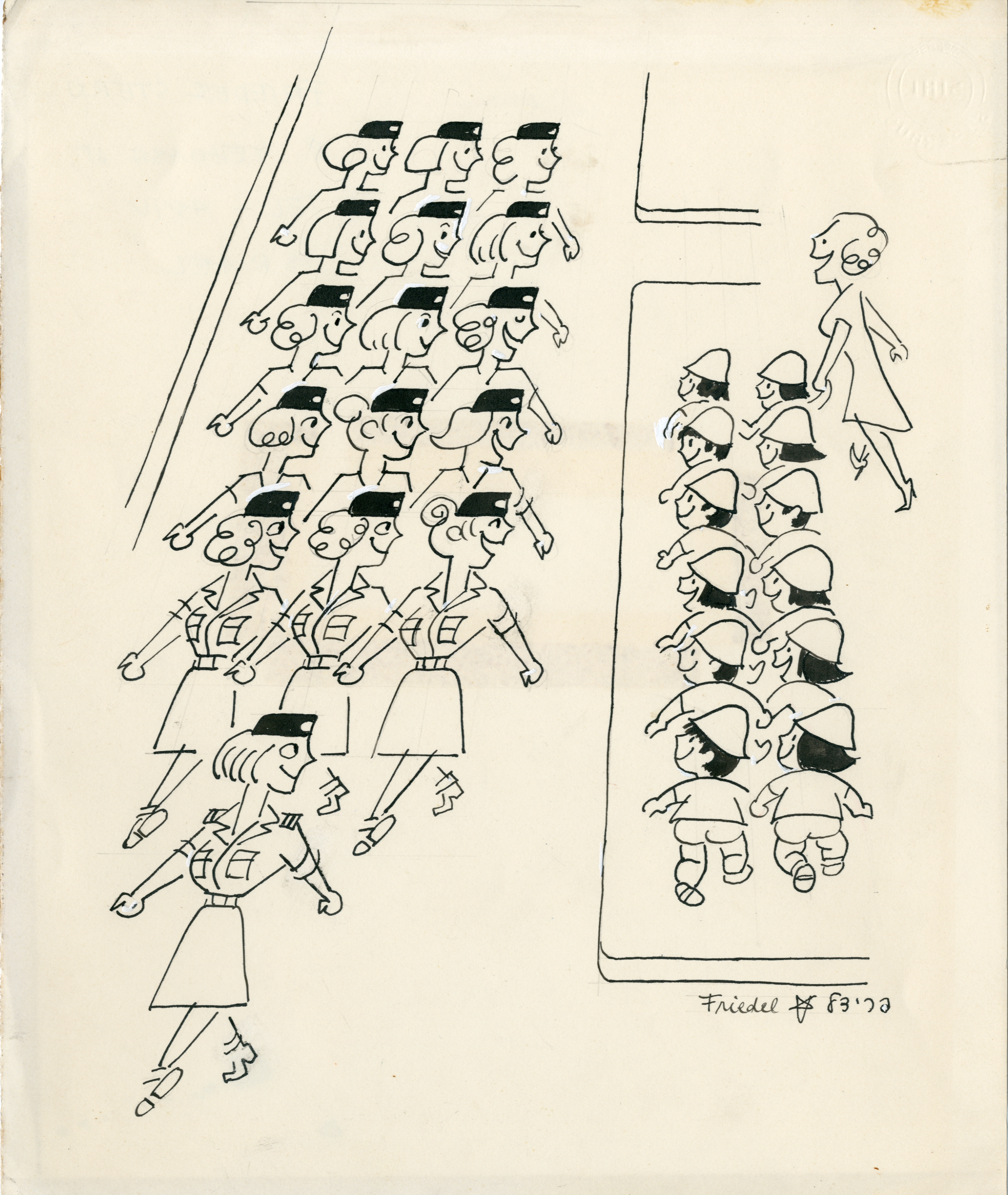
Sans titre, vers 1956.
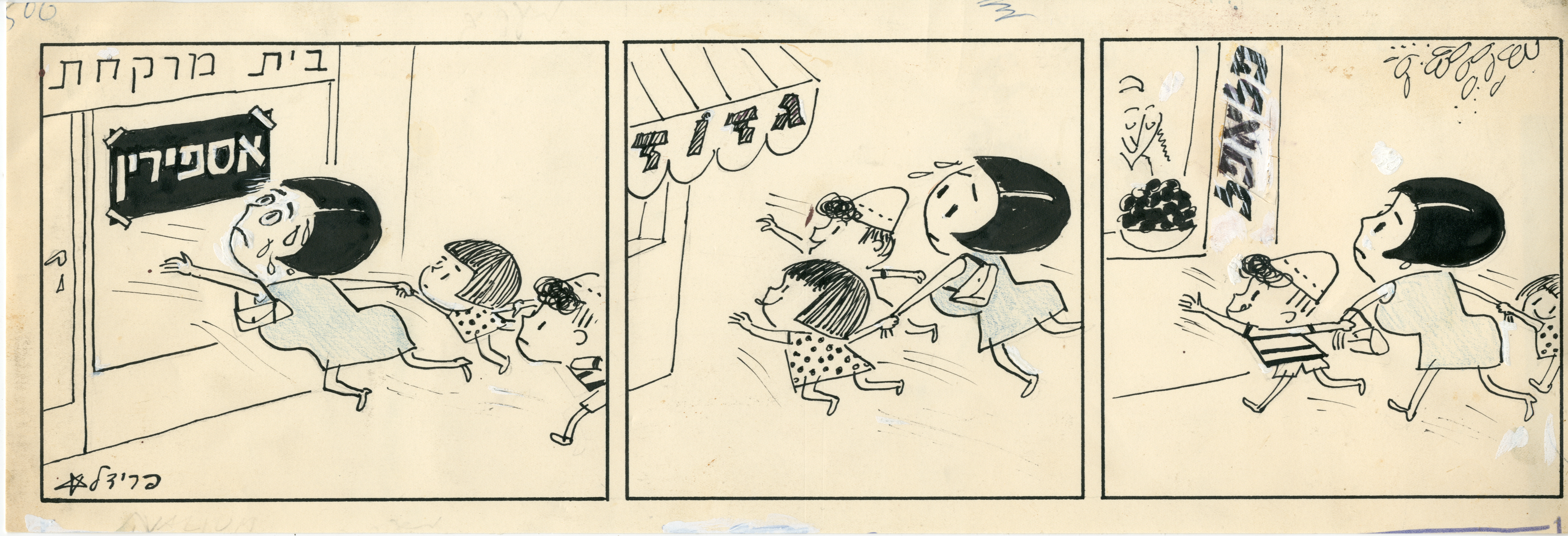
Sans titre, extrait de la bande dessinée Shus, 1965-1970.